# Свете Домнина, Вирина и Просдока
Света Домнина и њене кћери Вирина (Вероника, Верина, Вернике) и Просдока су хришћанске мученице и светитељке Православне Цркве.

## Живот и мучеништво
Постоји неколико свеочанстава о Домнини и жотија о мучеништву њених ћерки.
Према Америчкој православној цркви, Домнина, Береника и Просдоке су живеле у Едеси у Месопотамији као хришћани када су их Виринини и Домнинини мужеви пагани предали сиријским властима. У овом предању, три жене су се сведно удавиле док су стражари били у алкохолисаном стању, знајући да ће их стражари сексуално напасти.
Према грчком епископу и историчару Јевсевију из 4. века, Домнина је била изузетно богата и позната хришћанска племкиња из Антиохије која је имала две веома жељене младе ћерке. Према Јевсевијевом извештају, Домнина је одгајала и своје ћерке да буду хришћанке. Њу и њене ћерке су преварили римски војници да их заробе, а у страху да су војници силовањем „угрозили њихову чедност“, тражила је да се њене ћерке заједно удаве у реци након што је тражила неко време да се одморе од страже.
Извештај по светом Јовану Златоусту говори нешто другачију причу на основу Јевсевијевог првобитног извештаја. Према њему, Домнина и њене ћерке су се потенцијално удавиле уз помоћ свог мужа и оца. Златоуст је похвалио Домнину за њену храброст и Домнине кћери за њихову послушност.
Њихово мученичко страдање се догодило почетком четвртога века, око 306. године.
Православна црква прославља свету Домнину, и њене кћери 4.(17.) октобра.